# Krouchopek
Krouchopek ou Krušopek (en macédonien Крушопек, en albanais Krushopeku) est un village situé à Saraï, une des dix municipalités spéciales qui constituent la ville de Skopje, capitale de la Macédoine du Nord. Le village comptait 1902 habitants en 2002. Il se trouve sur le versant nord du mont Vodno, près du village de Gorno Nerezi.

## Démographie
Lors du recensement de 2002, le village comptait :
- Albanais : 1 899
- Autres : 3